# تصوير تجسيمي

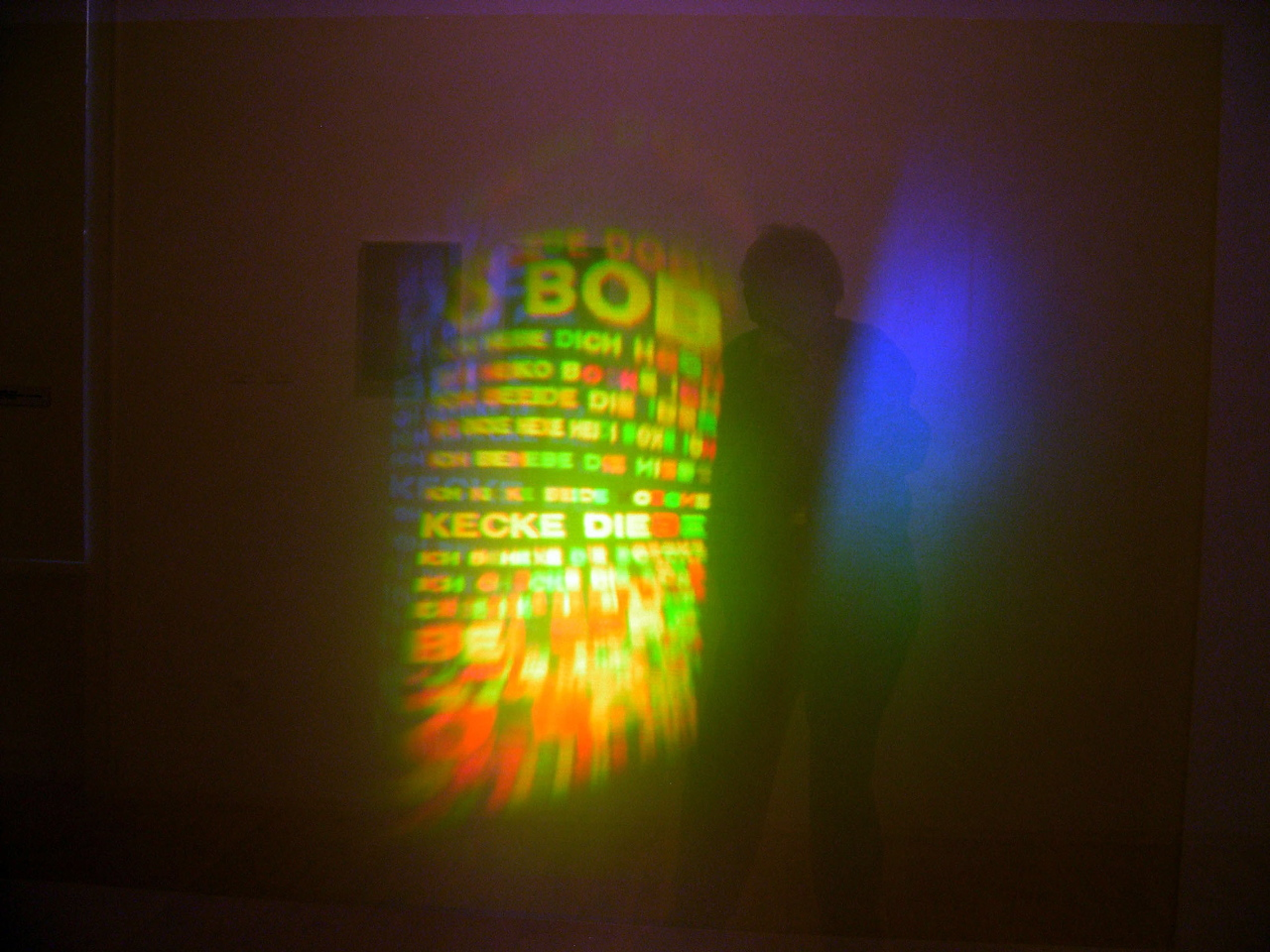
نص متماثل أفقي

التصوير التجسيمي أو التصوير النافر (بالإنجليزية: Holography)‏ تمتلك خاصية فريدة تمكنها من إعادة تكوين صورة الأجسام بأبعادها الثلاثة في الفضاء، وتسمى هذه الصورة بالصورة المُجسَّمة  أو المُصَوَّر التجسيمي (بالإنجليزية: Hologram)‏. تجري تلك العملية باستخدام أشعة الليزر.

## الصورة المجسمة
لو رمينا حجرًا في بركة ماء ساكن فإنه ستتولد موجات منتظمة، تنتشر على شكل دوائر متحدة المركز. ولو رمينا حجرين متماثلين تمامًا في نقطتين مختلفتين فإن الموجات التي تنتج عنهما يتجه بعضُها نحو بعض. فإذا التقت ذروةُ موجة مع ذروة موجة أخرى فإنهما تتضافران وتعطيان موجة أكبر مرتين من كلٍّ منهما؛ وإذا التقت ذروةُ موجة مع حضيض موجة أخرى تنعدم الموجتان وتولِّدان منطقة سكون في الماء.
وهكذا يمكن لنا أن نتصور كلَّ الإمكانات البينيَّة بين الموجات. والنتيجة النهائية هي نظام معقد للغاية يسمَّى شبكة التداخُل.
وتسلك الموجاتُ الضوئية تمامًا سلوك الموجات السابقة. ويُعَدُّ الليزر أنقى ضوء عرفه الإنسان؛ فلكلِّ موجات الليزر التواتر ذاته. وهكذا فعندما يلتقي شعاعا ليزر، يولِّدان شبكة تداخُل معقدة؛ ويمكن تسجيل هذه الشبكة على لوحة تصوير.وهذا التسجيل هو ما يسمى بالصورة المجسمة (بالإنجليزية: Hologram)‏.

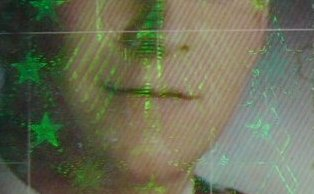
خاصية الصورة المجسمة على أحد جوازات السفر

ولكي نرى الصورة التي سُجِّلَتْ على هذه اللوحة لا بدَّ من أن نسلِّط شعاع ليزر مماثل للذي استخدمناه على اللوحة ذاتها؛ وعندئذٍ يظهر الجسمُ المصوَّر على بُعد صغير من اللوحة ويبدو ثلاثي الأبعاد. ولعل أغرب ما في الصورة المجسمة هو أنه لو كسرنا اللوحة فإن كلَّ كِسْرة منها يمكن لها أن تعطي الصورة بكاملها (وتتشوَّش الصورة إذا صارت الكِسْرات دقيقة).
هاهي الأجزاء الأساسية لتُصنع الصورة المجسمة
1.ليزر أرغوني (أزرق – أخضر).
2.مقسمات شعاعية لتقوم بتقسيم شعاع الليزر.
3.مرايا لتوجيه أشعة الليزر.
4.لوحة بلورات سائلة.
5.عدسات لتركيز أشعة الليزر.
6.بلَّورة ليثيوم-نيوبات أو بولمير ضوئي.
عندما يُطلق ليزر الأرغون (أزرق-أخضر)، عندئذ يقوم مقسم الأشعة بفصل شعاع الليزر إلى شعاعين:

## شعاع الهدف أو شعاع الإشارة؟

تسقط حزمة من آشعة الليزر على مجزيء للآشعة (Splitter) فتنقسم إلى جزئين ينفذ الجزء الأول من الآشعة ليصل إلى مرآة متساوية مثبتة فتنعكس الآشعة لتسقط على اللوح الفوتوغرافي وتسمى بآشعة المرجع (Reference beam)، ويسقط الجزء الثاني من الآشعة على الجسم المراد تصويره وتنعكس هذه الأشعة من جميع نقاط سطح الجسم حاملة للمعلومات عنه لتصل اللوح الضوئي وتسمى هذه الآشعة بأشعة الجسم (Objective Beam).
تلتقي آشعة المرجع وآشعة الجسم على اللوح الضوئي وتكون النتيجة نمط مركب من تداخل تلك الآشعة يسجل على اللوح الضوئي وبعد تحميض اللوح الضوئي يظهر نمط تداخل الآشعة في صورة مناطق مظلمة وأخرى مضيئة ويسمى هذا اللوح بعد تحميضه وتسجيل نمط التداخل عليه بالهولوجرام يلزم بعد ذلك إعاد تكوين الصورة وذلك بإضاءة الهولوجرام بالأشعة المرجع وبالنظر خلاله تظهر صورة مجسمة تماثل الجسم تماما مسجلة لجميع دقائق الجسم بأبعاده الثلاثية.
يمكن تسجيل أكثر من صورة واحدة على نفس اللوح الضوئي وذلك باستخدام عدد من الأشعة المرجع في إتجاهات مختلفة وتكون كل صورة مستقلة عن الأخرى، كما يمكن تسجيل عشرات الصور على هولوجرام واحد وذلك باستخدام ثلاثة حزم من آشعة الليزر ذات ألوان مختلفة ويضاء الهولوجرام في هذه الحالة بلآشعة البيضاء.
يحتوي الهولو جرام أو (اللوح الحافظ لنموذج التداخل) على توزيع معقد من المناطق الشفافة والداكنة التي تناظر أهداب التداخل المضيئة والمظلمة، وعندما يضاء بشعاع مشابه تماما للشعاع المرجعي الأصلي فإن الشعاع سوف ينفذ من المناطق الشفافة ويُمتص في المناطق الداكنة بدرجات متفاوتة مكونا بذلك موجة نافذة مركبة هي الموجة المركبة للجسم الأصل.
وعلى هذا فإن الحصول على التصوير المجسم يجري على مرحلتين:
الأولى: تسجل فيها أنماط التداخل ثم الحصول على الهولو جرام أو (اللوح الحافظ لنموذج التداخل)
والثانية: يُضاء الهولوجرام بطريقة معينة بحيث يكون جزء من الشعاع النافذ من الهولوجرام مطابقا لموجة الجسم الأصل، فنرى صورة ماثلة امامنا في الهواء وكأنها الجسم الأصلي.
و هو الشعاع الذي يحمل المعلومات وهو الذي يسير بخط مستقيم ويعبر من خلال معدل ضوئي فراغي (Spatial Light Modulator ((SLM) والذي هو عبارة عن لوحة LCD تظهر صفحات البيانات الثنائية (بالنظام الثنائي) على شكل مكعبات فاتحة وقاتمة.
البيانات المأخوذة من صفحات الشيفرات الثنائية تأخذ بواسطة شعاع الإشارة إلى حساس ضوئي (بلَّورة الليثيوم-نيوبات).
ونشير إلى أن بعض الأنظمة تستخدم مواد فوتوبولميرية عوضاً عن البلَّورة السابقة.

## المصاعب
جذور هذه التقنية يعود إلى العام 1947 عندما وصل العالم دينيس جابور "Denis Gabor"  للتصوير المجسم في محاولة منه لتحسين قوة التكبير في الميكروسكوب الإلكتروني... ولأن موارد الضوء في ذلك الوقت لم تكن متماسكة أحادية اللون، فقد ساهمت في تأخر ظهور التصوير المجسم إلى وقت ظهور الليزر عام 1960.
في العام 1962 أدرك العالم جيوريس اوبتنيكس "Juris Upatnieks" والعالم ايميت ليث "Emmitt Leith" من جامعة ميتشجان أن الهولوجرام يمكن أن يستخدم كوسيط عرض ثلاثي الأبعاد، لذا قررا قراءة وتطبيق أبحاث العالم جابور ولكن باستخدام الليزر المتماسك، أحادي اللون، وقد نجحا في عرض صور مجسمة بوضوح وعمق واقعي.
التصوير المجسم يمكن تطبيقه على مجموعة متنوعة من الأغراض مثل تسجيل الصور، استخدامها في الترويج للتجارة (كاستخدامها في أكشاك تقوم بعرض المنتجات أو التحف أو غيرها)، منع التزوير باستخدام شريط مجسم مطبوع على ظهر بطاقات الائتمان، أو وضع العلامات التجارية على أغلفة السلع.
بعدها توالت التجارب فعرض أول هولوجرام لشخص في العام 1967، وفي العام 1972، تمكن العالم لويد كروز "lioyd Cross" من صناعة أول هولوجرام يجمع بين الصور المجسمة ثلاثية الأبعاد والسينماجرافي ذات البعدين.
عندما طرحت فكرة ال HDSS أول مرة عام 1963، كانت الأدوات والعناصر اللازمة لتحضيرها ضخمة وغالية الثمن، على سبيل المثال: فإن جهاز الليزر يجب أن يكون بطول 6 أقدام (أي ما يعادل مترين) وذلك في أنظمة الـHDSS المستخدمة في الستينيات، بينما في الـ HDSS في الوقت الراهن –وبتطوير من شركة Consumer للإلكترونيات- فإن مصدر ليزري مشابه لذاك الموجود في سواقة الـCD الحالية يمكن أن يستخدم في الـHDSS
كما أن شاشات الـ LCD لم تظهر حتى عام 1968، والنماذج الأولى كانت غالية الثمن، لكن اليوم فإن الـ LCD رخيصة الثمن ومعقدة أكثر من مثيلاتها قبل 30 عاماً، هذا بالإضافة إلى أن حساسات العناصر ثنائية القطبية لم تكن موجودة حتى العقد الماضي، حالياً فإن معظم عناصر الـHDSS موجودة وهناك الإمكانية لتصنيعها، وهذا يعني أنه يمكن أن تنتج على نطاق واسع، على الرغم من أن عناصر الـHDSS متوفرة في الوقت الحالي وذلك بخلاف الستينيات إلا أنه لا تزال هناك بعض المشاكل التقنية التي تحتاج للحل.

## أفلام الخيال العلمي والتصوير المجسم
في سلسلة أفلام حرب النجوم استُخدمت فكرة التصوير المجسم في تصوير أحد وسائل الاتصالات والتخابر الخاصة بالمستقبل.
وفي فيلم أوشنز 12 استُخدم في عملية سرقة أحد التحف الثمينة حيث أستخدم التصوير المجسم لإيهام الناظرين بأنها لا تزال في مكانها.

### تاريخ تقنية الهولوجرام
يعود تاريخ هذه التقنية إلى عام 1947 على يد العالم (دينيس غابور) لتحسين قوة تكبير الميكروسكوب الإلكتروني، وبسبب موارد الضوء المتاحة في ذلك الوقت، والتي لم تكن متماسكة، أي أحادية اللون أدى إلى تأخير ظهور التصوير التجسيمي إلى عام 1960 وقت ظهور الليزر، وفي العام 1967 استطاع كل من العالم جيوديس اوباتنكس والعالم ايميت ليث من جامعة ميشيغان، عرض أول هولوجرام بعد العديد من التجارب.
وفي العام 1972 تمكن لويد كروز من صناعة أول هولوجرام يجمع بين الصور المجسمة ثلاثية الأبعاد، والسينما ذات البعدين.

### كيف تعمل تقنية الهولوجرام
لإنشاء مجسم ثلاثي الأبعاد تحتاج إلى جسم، كما تحتاج إلى أشعة الليزر لتسقط على ذلك الجسم وبالتالي تنقسم أشعة الليزر بواسطة مرايا إلى شعاعين متطابقين، أحدهما يُوجّه ليسقط على الجسم المراد تصويره. وبعض الضوء الساقط على الجسم ينعكس على وسط التسجيل أما الشعاع الآخر، يوجه إلى وسط التسجيل مباشرة.
ولا يتعارض مع الصورة القادمة من الشعاع المنعكس من الجسم ويتناسب معها ليعطي صورة “الهولوجرام”.

#### إن الحصول على صورة الهولوجرام يمر بمرحلتين
الأولى: تسجل فيها أنماط التداخل ثم الحصول على الهولوجرام.
الثانية: وفيها يُضاء الهولوجرام بطريقة معينة، حيث يكون جزء من الشعاع النافذ من الهولوجرام، مطابقًا لموجة الجسم الأصل فنرى الصورة ماثلة أمامنا كأنها الجسم الأصل.

### أنواع الهولوجرام
1. الهولوجرام الشريحي الرقيق.
2. الهولوجرام الحجمي السميك.

### استعمالات تقنية التصوير التجسيمي
1. تسجيل الصور.
2. الترويج للتجارة، كعرض المنتجات والتحف الفنية.
3. بطاقة الاعتماد، بوضع شريط مجسم على ظهر البطاقة وهذه التقنية تساعد في القضاء على حالات التزوير.

### خصائص تقنية التصوير التجسيمي “الهولوجرام”
1. إمكانية رؤية الجسم من الاتجاهات.
2. إمكانية استعادة الصورة بتعريض أي جزء منها لأشعة الليزر.
3. إمكانية تصوير عدة صور هولوغرافية على لوح واحد.
4. رؤية طرف من صور الهولوجرام يخفي الآخر.

### تطبيقات تقنية الهولوجرام
نظرًا لاستطاعة تقنية الهولوجرام الدخول في أعماق المجسم وأبعاده الثلاثية وليس تصويره تصويرًا ثنائيّ الأبعاد فحسب، فإنه يمكن اللجوء إليها في الحالات التي يصعب بها أخذ البُعد الثالث للصورة ومدى عمقها، كاستخدامها في الطائرات لتحديد المنخفضات الجوية. ويمكن استخدامها أيضًا في التوربينات عن طريق فحص الاهتزازات على شفرة التوربينات وقياس تردداتها وتحليلها وتكوين نمط قياسيّ وصورة ثلاثيّة الأبعاد تكشف عن الشفرات المُعطّلة من بين شفرات التوربين. استُعين بهذه التقنية كما أُشير إليه في المقدمة، لتجسيد صور أبطال الأفلام في أيّ مكان يختاره المخرج، سواءً بين الحيوانات أم على قمم الجبال أم ناطحات السحاب أم حتى الفضاء والنجوم، ليظهر مشهدًا يحاكي الواقع بوضوحه وجودته وينافيه بمنطقه، الأمر الذي يجذب المتابعين للمشاهدة والاستمتاع بما يدور في مخيّلاتهم ويرونه حقيقة مصوّرة أمام أعينهم[بحاجة لمصدر].

## معرض صور

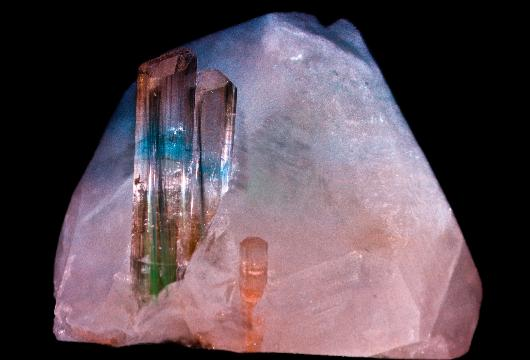
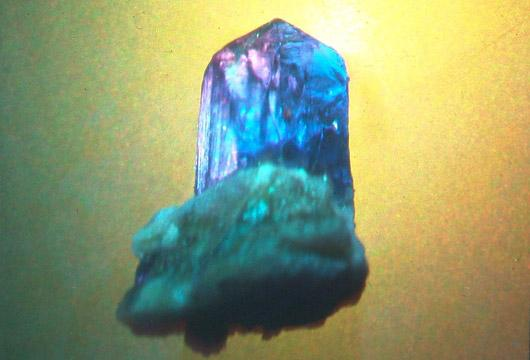
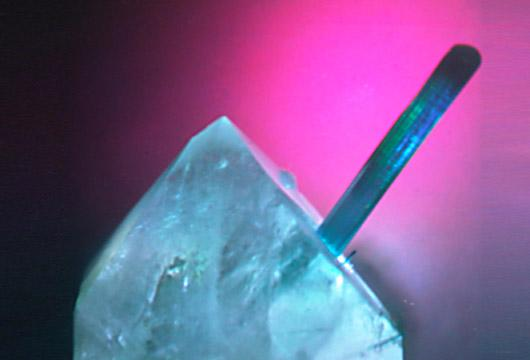
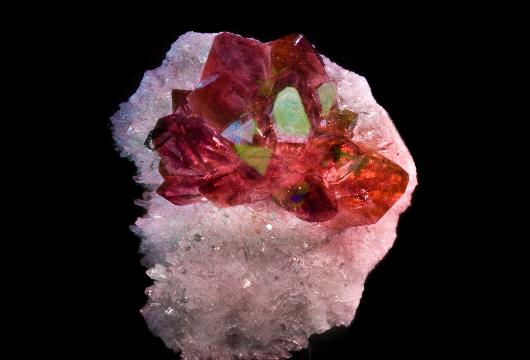